# Shm-Reduplikation
Die Shm-Reduplikation, auch Schm-Reduplikation, ist eine Form der Reduplikation in der englischen Sprache, bei der das ursprüngliche Wort wiederholt wird, orthographisch beginnend mit einem davorgesetzten shm- (Aussprache: 'schm' [ʃm]), was manchmal auch schm- geschrieben wird. Die Konstruktion wird im Allgemeinen benutzt, um Ironie, Spott oder Skepsis in Bezug auf das besprochene Objekt auszudrücken. Beispiel:
He’s just a baby!
Baby-shmaby. He’s already 5 years old!
Er ist doch noch ein Säugling!
Säugling-Schmäugling. Er ist schon 5 Jahre alt!
Die Konstruktion scheint aus dem Jiddischen zu stammen und wurde anschließend durch Jiddisch-Sprecher in das Englische, vor allem das Amerikanische Englisch der Städte im Nordosten der USA übertragen. Heutzutage wird sie auch von vielen Sprechern benutzt und verstanden, die selbst kein Jiddisch sprechen.

## Phonologische Eigenschaften
- Bei Wörtern, die mit einem Einzelkonsonanten beginnen, wird dieser normalerweise durch shm- ersetzt (Bsp. table-shmable).
- Bei Wörtern, die mit einer Konsonantenverbindung beginnen, ersetzen einige Sprecher wenn möglich nur den ersten Konsonanten (breakfast shmreakfast), andere jedoch alle initialen Konsonanten (breakfast shmeakfast).
- Bei Wörtern, die mit Vokal beginnen, wird shm- am Beginn des reduplizierten Wortes angefügt (apple shmapple).
- Einige Sprecher modifizieren nicht die erste Silbe des Wortes, sondern die Silbe mit der Hauptbetonung (incredible inshmedible). Bei einem Teil dieser Sprecher wiederum fällt zusätzlich der Teil des Wortes weg, welcher der betonten Silbe vorausgeht (incredible shmedible; vgl. Spitzer 1952).
- Die shm-Reduplikation wird im Allgemeinen vermieden oder verändert bei Wörtern, die bereits mit shm- beginnen. So führt zum Beispiel die Reduplikation von „schmuck“ nicht zu dem erwarteten „schmuck schmuck“, sondern, wenn sie nicht generell vermieden wird, zu solchen Formen wie „schmuck shluck“, „schmuck fluck“ etc.
- Viele Sprecher benutzen sm- anstelle von shm- bei Wörtern, die bereits ein sh enthalten (Ashmont Smashmont, nicht: Shmashmont).
- Weitere phonologische Details ergab eine Online-Umfrage von Bert Vaux und Andrew Nevins, die unten verlinkt ist.

## Bibliographie
- Lilian Feinsilver: On Yiddish Shm-. In: American Speech 36, 1961, S. 302–303.
- Andrew Nevins und Bert Vaux: Metalinguistic, Shmetalinguistic: The Phonology of Shm-reduplication. In: The Proceedings of the 39th Chicago Linguistics Society, 2003.
- Mark Southern: Contagious Couplings: Transmission of Expressives in Yiddish Echo Phrases. Praeger, Westport, CT und London 2005.
- Leo Spitzer: Confusion Shmooshun. In: Journal of English and Germanic Philology 51, 1952, S. 226–233.